# The Bandit's Child
The Bandit's Child è un cortometraggio muto del 1913 diretto da J.P. McGowan.

## Trama
Lo sfortunato Bob North non riesce a trovare un lavoro. Disperato e senza più un soldo, diventa un fuorilegge. Sua moglie, intanto, che non sa più niente di lui, accetta di andare nel West come maestra di scuola. Il caso la porta ad andare a vivere nello stesso luogo dove si trova anche Bob. Le autorità, alla ricerca di un bandito, sospettano che possa essere Bob. L'uomo, un giorno mentre vaga per le montagne, trova una bambina che si è persa: la piccola è malata e Bob, anche se per lui è pericoloso, decide di portarla dal medico. Il vice sceriffo, però, vuole arrestarlo. La moglie di Bob, venuta a sapere quello che sta succedendo, aiuta il marito a scappare. L'uomo si rifarà una nuova vita, trovando un lavoro onesto e restituendo il maltolto.

## Produzione
Il film, prodotto dalla Kalem Company, venne girato a Glendale.

## Distribuzione
Distribuito dalla General Film Company, il film - un cortometraggio in una bobina - uscì nelle sale cinematografiche statunitensi il 2 giugno 1913.